# Marigny-le-Lozon
Marigny-le-Lozon – gmina we Francji, w regionie Normandia, w departamencie Manche. W 2013 roku liczba ludności wynosiła 2550 mieszkańców.
Gmina została utworzona 1 stycznia 2016 roku z połączenia dwóch ówczesnych gmin: Lozon oraz Marigny. Siedzibą gminy została miejscowość Marigny.